# Patrycja Wojciechowska
Patrycja Wojciechowska – polska inżynier, ekonomistka, dr hab. nauk ekonomicznych, adiunkt Instytutu Nauk o Jakości Uniwersytetu Ekonomicznego w Poznaniu.

## Praca naukowa
W 2001 uzyskała tytuł magistra w  Akademii Ekonomicznej w Poznaniu, 16 maja 2005 obroniła pracę doktorską Wpływ modyfikacji nanokompozytów na bazie pochodnych celulozy na ich właściwości użytkowe, 15 czerwca 2018 habilitowała się na podstawie dorobku naukowego i pracy zatytułowanej Materiały hybrydowe w innowacjach opakowaniowych.
Objęła funkcję adiunkta w Instytucie Nauk o Jakości na Uniwersytecie Ekonomicznym w Poznaniu.

## Publikacje
- 2006: Structural studies of nancomposites of polyethylene with modified bentonite[1]
- 2011: Degradability of organic-inorganic cellulose acetate butyrate hybrids in sea water[1]
- 2014: Synthesis, characterization and thermal properties of organic-inorganic hybrids based on gelatin and organomodified silicones[1]
- 2018: Antimicrobial activity of organic-inorganic hybrid films based on gelatin and organomodified silicones[1]